# Ralf Dekker
Roelof Jan (Ralf) Dekker (Utrecht, 18 februari 1957) is een Nederlands politicus namens Forum voor Democratie (FVD).

## Opleiding en carrière
Dekker studeerde geologie in Leiden en vervolgens bedrijfskunde in Utrecht. In 1992 trad hij in dienst bij de Rabobank, waar hij carrière maakte en in 2013 lid van de raad van bestuur werd.

## Politiek
Dekker werd in 2018 lid van FVD. Hij is sinds 28 maart 2019 lid van de Provinciale Staten van Noord-Holland.
Tijdens de Tweede Kamerverkiezingen van 2021 stond Dekker op plek 9 van de kandidatenlijst, wat niet voldoende was om gekozen te worden. Hij werd op 23 augustus 2022 geïnstalleerd als lid van de Tweede Kamer in een tijdelijke vacature tot 28 maart 2023 als vervanger van Simone Kerseboom. Op de dag van zijn beëdiging als Tweede Kamerlid hield Dekker zijn maidenspeech tijdens het debat over de stikstof-, asiel- en koopkrachtcrisis.
Dekker was lijsttrekker voor de Europees Parlementsverkiezingen van 6 juni 2024. Hij behaalde 111.052 stemmen, wat niet voldoende was om gekozen te worden.
Op 19 november 2024 werd Dekker opnieuw geïnstalleerd als lid van de Tweede Kamer in de vacature ontstaan door het aftreden van Pepijn van Houwelingen. Dekker trad op 1 april 2025 af als lid van de Tweede Kamer vanwege de terugkeer van Van Houwelingen.
Dekker is tevens sinds 2022 voorzitter van het Renaissance Instituut, het wetenschappelijk bureau van FVD, waar hij de initiatiefnemer is van de Renaissancescholen.

## Nevenfuncties
- lid bestuur Stichting Groene Rekenkamer, van 2011 tot 2012
- lid Raad van Commissarissen De Lage Landen International, van 2017 tot 2018
- lid Raad van Commissarissen Philip Morris Nederland, van april 2019 tot december 2021
- lid bestuur Amsterdam Media Group
- lid bestuur Eerlijk Eten B.V., vanaf december 2022

## Persoonlijk
Dekker woont samen met zijn partner.
- Parlement.com: vluke18i6hs9